# Elphaba
Elphaba Thropp es la protagonista de la novela de 1995 «Wicked: The Life and Times of the Wicked Witch of the West» de Gregory Maguire, de su adaptación al teatro musical y de la adaptación cinematográfica del musical. Elphaba es una reinterpretación de la Malvada Bruja del Oeste de la novela de 1900 «El maravilloso mago de Oz» de Lyman Frank Baum.
En la novela de Baum, la Bruja no tiene nombre y se explica poco sobre su vida; «Wicked» crea una historia de fondo para ella y explora el mundo de «El mago de Oz» desde su perspectiva. Elphaba está inspirada en la interpretación de Margaret Hamilton en la película de 1939 «El mago de Oz»: de piel verde, vestida completamente de negro y con un sombrero alto y puntiagudo. Maguire creó el nombre «Elphaba» a partir de la pronunciación de las iniciales de Baum: «L.F.B.».

## Caracterización
Como observó Winnie Holzman en una entrevista con Playbill: 
"Fue una brillante idea de Maguire tomar esta figura odiada y contar las cosas desde su punto de vista, y hacer que las dos brujas fueran compañeras de cuarto en la universidad, pero la forma en que su amistad se desarrolla – y realmente toda la trama – es diferente en el escenario."
Schwartz justificó la desviación, diciendo: "Principalmente nos interesaba la relación entre Galinda – que se convierte en Glinda – y Elphaba... la amistad de estas dos mujeres y cómo sus personajes las llevan a destinos completamente diferentes." 
Además de este cambio de enfoque, otras modificaciones importantes de la trama incluyen la aparición de Fiyero como espantapájaros, la supervivencia de Elphaba al final, Nessarose usando una silla de ruedas en lugar de haber nacido sin brazos, Boq teniendo un interés amoroso continuo por Glinda – y finalmente convirtiéndose en el Hombre de Hojalata en lugar de Nick Chopper, la eliminación completa de los años de Elphaba en el Vinkus, la eliminación del nacimiento de Liir, Fiyero sin esposa e hijos, y el Doctor Dillamond no siendo asesinado.

## Representaciones
El papel fue interpretado por primera vez en Broadway y en el West End por Idina Menzel, quien ganó el Premio Tony 2004 a la Mejor Actriz en un Musical. Cynthia Erivo interpretó al personaje en la adaptación cinematográfica del primer acto del musical, y lo volverá a interpretar en la adaptación del segundo acto. Karis Musongole interpretó al personaje cuando era niña en la primera película.